# ジュリア・チャイルド (バラ)

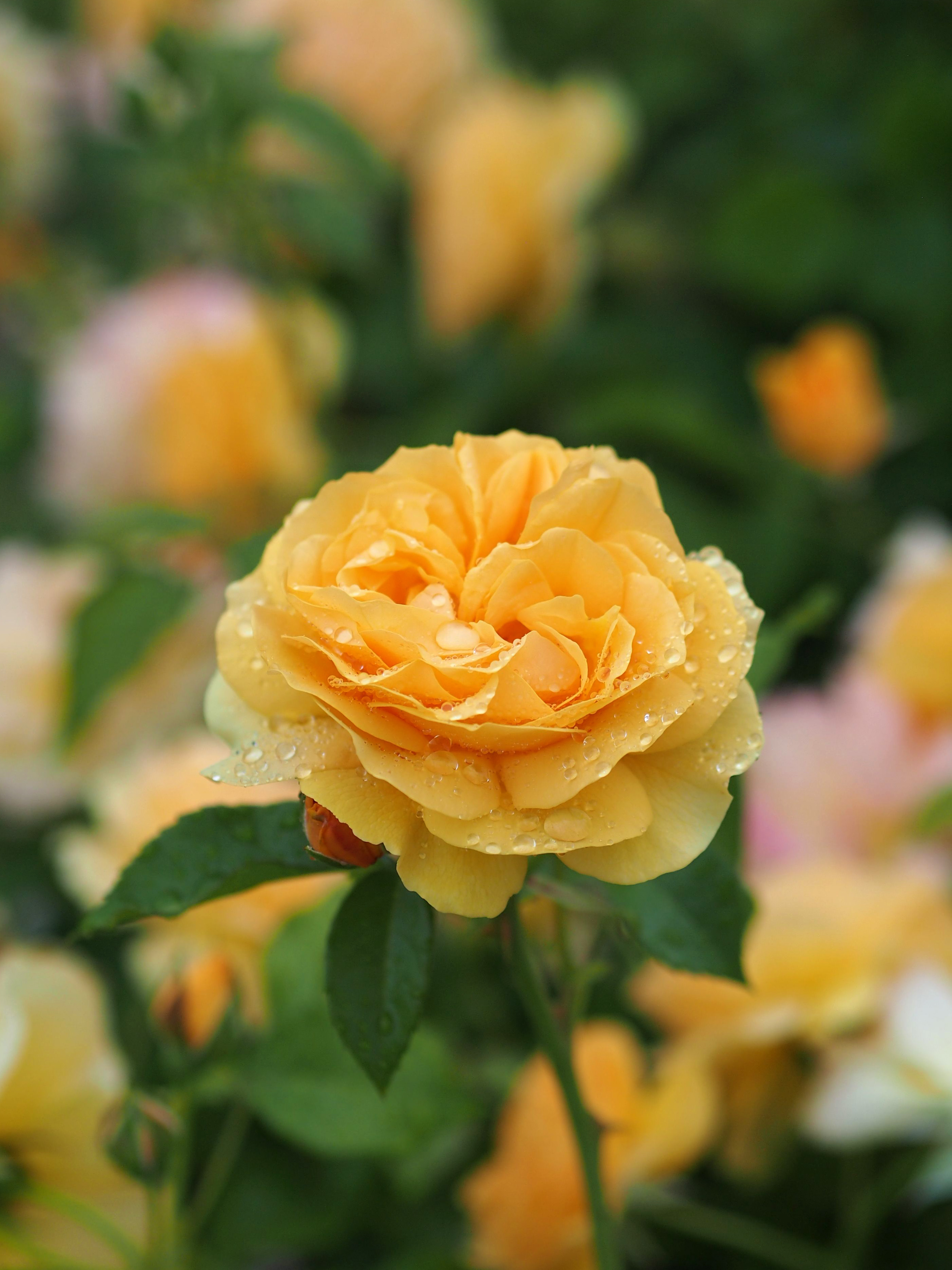
Rose Julia Child

ジュリア・チャイルド (英語: Julia Child) はバラの一種。（別名：Absolutely Fabulous, WEKvossutono）。アメリカ人料理研究家ジュリア・チャイルドにちなんで名づけられた。
明るい黄色の丸弁カップ咲きの中輪花。耐病性に優れた品種。作出国はアメリカ合衆国、作出年は2006年とある。
咲いた時の花びらの黄色が特徴的なバラの一種であり、コンパクトに育つので鉢植えにも最適な種類。